# 仙台市交通局モハ400形電車
仙台市交通局モハ400形電車（せんだいしこうつうきょくモハ400がたでんしゃ）は、かつて仙台市（仙台市交通局）が運営していた路面電車・仙台市電で使用されていた電車。仙台市電における最後の新造車両で、コストダウンを意識した設計が行われた。

## 概要

### 構造
1959年から各鉄道車両メーカーによって製造が行われたボギー車。従来の車両から軽量化や不燃性に加え、コストダウンを図った構造を有し、前照灯、方向幕など各種部品には市販の自動車の部品が導入された。開発にあたっては東京都交通局（都電）の8000形の構造が基となっており、車体も類似した形状であった。床下機器は走行時に舞い上がった埃からの保護や乗客の安全のため車体外板によって隠されており、製造当初は台車にもカバーが設置されていたが、保守の不便さから後年に撤去された。運転台からの速度制御には直接直並列式制御器が、集電装置にはZパンタが用いられた。

### 台車・駆動方式
400形のうち、1961年製の405 - 407（新潟鐵工所製）および1962年製の408 - 410（ナニワ工機製）には、仙台市交通局の職員によって設計された独自構造の台車が用いられた。最大の特徴は、主電動機から動力が伝わる動輪と伝わらない従輪で車輪径が異なる異径台車である事で、車体の内側方面に設置された動輪の直径は690 mm、外側の従輪は510 mmだった。動力の伝達には三菱ふそう製の自動車に使われたデファレンシャルギアを流用したカルダンギアが使われ（直角カルダン駆動方式）、修理部品のコスト削減や納入の迅速化が図られた。またメンテナンスの合理化やスリップ防止のために軸受の刷動面が廃止され、ピンやゴムに置き換えられた。これらの台車は製造メーカーによって形式が異なり、新潟鐵工所製の台車は「NP103」、ナニワ工機製の台車は「NK71」と呼ばれた。
一方、それ以外の車両については従来型の同径台車が用いられ、駆動方式も吊り掛け駆動方式であった。この差異は納期や製造費用との兼ね合いの結果とされている。これらの車両も含め、400形に採用された台車や駆動方式は以下の通りである。
| 車両番号 | 車両番号 | 401-404    | 405-407                 | 408-410                 | 411-415      |
| 製造年   | 製造年   | 1959       | 1961                    | 1962                    | 1963         |
| 製造企業 | 製造企業 | ナニワ工機 | 新潟鐵工所              | ナニワ工機              | 日本車輌製造 |
| 台車     | 形式     | NK22       | NP103                   | NK71                    | N-107        |
| 台車     | 種類     | 同径台車   | 異径台車                | 異径台車                | 同径台車     |
| 台車     | 車輪径   | 660mm      | 690mm(動輪) 510mm(従輪) | 690mm(動輪) 510mm(従輪) | 660mm        |
| 駆動方式 | 駆動方式 | 吊り掛け   | 直角カルダン            | 直角カルダン            | 吊り掛け     |

## 運用・保存
前項の表の通り、モハ400形は1959年から1963年にかけて15両（401 - 415）が製造された。そのうち415は仙台市電最後の新造車両となり、以降の車両増備は廃止された各都市の路面電車路線からの譲渡によって行われた。また、最終増備車となった411 - 415は前面窓上のマーカーライトが設置されていない。
1967年のワンマン運転への対応工事を経て1976年の仙台市電廃止まで使用され、以降は408と415が長町車庫で保管されたが、そのうち2020年時点で現存するのは仙台市電保存館で静態保存されている415である。また、同保存館には解体された410に使用されていたNK71形台車も保存されており、独特の構造を見学することが出来る。

## 参考資料
- 宮松丈夫『仙台市電』ネコ・パブリッシング〈RM LIBRARY 90〉、2007年2月1日。ISBN 978-4-7770-5193-9。
- 亀谷英輝「仙台市電の現況と当面の課題」『鉄道ファン』第6巻第5号、交友社、1966年5月1日、32-35頁。
- 柏木璋一「仙台市電ものがたり」『鉄道ファン』第16巻第7号、交友社、1976年7月1日、78-82頁。
- 宮松丈夫「仙台市電思い出アルバム」『鉄道ファン』第16巻第7号、交友社、1976年7月1日、83-86頁。